# LCF (télévision)
LCF (La chaîne du futur) était une chaîne de télévision privée togolaise. Créée en 2008, elle appartient au groupe Sud média. Principale alternative à la Télévision Togolaise, cette chaîne généraliste est diffusée sur le réseau hertzien, par satellite et par ADSL en Europe dans le cadre du bouquet africain.
Ambitionnant de « montrer l’image mais surtout l’esprit du Togo à l’Afrique et au monde », LCF se veut « une approche télévisuelle basée sur le tout numérique, de la production à la diffusion ». Sa grille des programmes se compose de productions locales et internationales. Les émissions commencent quotidiennement à 6 heures du matin. Chaque jour à 7 heures du matin, « Kfé matinal » est un rendez-vous où alternent informations, rubriques pratiques et divertissement.
L'information occupe une place importante, que ce soit en français (journaux télévisés à 6 heures, 12 heures 30, 19 heures 30 et 22 heures; flashs infos à 9 heures, 14 heures et 16 heures), en éwé ou en kabiyè (flashs infos à 9 heures 30 et 18 heures). Le reste de l'antenne est occupé par des séries (dont de nombreuses productions du continent), des documentaires, des débats, du sport, des dessins animés, des variétés et des films. Les grands événements nationaux et internationaux sont repris en direct, et la rédaction intervient lorsque l'actualité l'exige.
Chaque samedi à 20 heures, LCF diffuse un de ses programmes phares, « Sans détours », une émission de débats consacrée à l'actualité togolaise, africaine et internationale. Le « Forum de la presse », autre programme informatif, réunit chaque semaine un panel de journalistes autour de thèmes d'actualité, sur le modèle de « Kiosque », célèbre émission de TV5 Monde.

La chaîne cesse d'émettre sur les injonctions de la Haute Autorité de l’Audiovisuelle et de la Communication (HAAC) le 07 février 2017  et est définitivement fermée en Avril 2017 après des démarches judiciaires infructueuses.